# Érkezés (film)
Az Érkezés (eredeti cím: Arrival) 2016-ban bemutatott amerikai sci-fi Denis Villeneuve rendezésében. A forgatókönyvet Ted Chiang Életed története című novellájából Eric Heisserer írta. A főszerepekben Amy Adams, Jeremy Renner és Forest Whitaker láthatók.

## Rövid történet
Egy nyelvész a hadsereggel együttműködve próbál kommunikálni idegen életformákkal, miután tizenkét titokzatos űrhajó jelenik meg a világ körül.

## Cselekmény
Louise Banks nyelvész az egyik amerikai egyetemen tanít általános nyelvészetet. Egy nap az egyetemen tudja meg, hogy földönkívüliek érkeztek a Földre tizenkét űrhajóval, amit a tévé élőben közvetít. Amikor másnap bemegy tanítani, az egyetem teljesen kihalt, ezért irodájában a híreket nézi a számítógépén. Az amerikai hadsereg tisztje, Weber ezredes azzal keresi fel, hogy egy diktafonon lejátszott ismeretlen hangsor értelmét kellene megfejtenie. Louise elutasítja a kérést, mivel azt lehetetlen teljesíteni, szerinte a helyszínen kellene hallania az ismeretlen lényeket. Az ezredes azonban erre egyelőre nem ad engedélyt. Később azonban Louise-ra mégiscsak szükség van, és Ian Donnelly elméleti fizikus társaságában egy helikopterrel Montana államba szállítják egy katonai táborba, ahol a földönkívüliek egyik űrhajója a föld fölött lebeg. Feladatuk az, hogy megfejtsék az idegenek nyelvét, és megtudják tőlük, hogy miért érkeztek ide. Arra már rájött a hadsereg, hogy az űrhajó legalján 18 óránként egy nyíláson be lehet hatolni az űrhajóba, ahol antigravitációs hatásra a „falon” lehet közlekedni. Egy folyosó végén egy „üvegfal” van, ahol két idegen lényt lehet felismerni, akiknek hét lábuk van („heptapodok”). Ian az Abbott és Costello nevet adja nekik. Louise felfedezi, hogy a lények írásban fejezik ki magukat leginkább (az általuk keltett hangokat nehezebb lenne megfejteni és kimondani, ezért erről le is mondanak). Írásuk mindig körkörös alakban jelenik meg, bonyolult alakzatokkal. Louise egy kezdetleges szótárt állít össze, aminek segítségével kommunikálni tud a lényekkel, és egyre bonyolultabb fogalmakat próbál meg tisztázni (pl. „fegyver” vagy „eszköz”). Ezeket a fogalmakat a hadsereg félreértelmezi, és fenyegetésként azonosítja.
Ahogy Louise egyre jobban elsajátítja az idegenek nyelvét, élénk emlékképeket villannak be saját magáról, jövőbeli életéről és születendő lányáról.
Amikor Louise megkérdezi a lényeket, hogy mi a szándékuk, azt a választ kapja: „fegyver felajánlása”. A tizenkét hely egyikén, a kínai helyszínen is dolgoznak szakemberek az idegenekkel való kommunikáció kiépítésében, szerintük a közlés jelentése: „fegyver használata”. Ezért a kínai főparancsnok mozgósítja a hadsereget, hogy megtámadhassák az idegenek űrhajóját. Több más helyszín országának hadserege is csatlakozik az ellenséges fellépéshez. A CIA-s Halpern ügynök is lehetségesnek tartja, hogy az idegenek egymás ellen akarják fordítani az államokat. "A magyaroknak külön szavuk is van erre": szalámitaktika. (A filmben nem ejtik ki ezt a szót, csak utalnak rá.) Louise erősen vitatja ezt az értelmezést és rámutat, hogy az egyaránt jelenthet „fegyver”-t, „eszköz”-t és „technológiát” is.
Az amerikai hadsereg néhány tagja úgy gondolja, hogy az idegenek egyértelmű fenyegetést jelentenek, és ezért el kell pusztítani őket. C4-es robbanószereket helyeznek el az „üvegfal” közelében, ahol az idegenekkel szoktak kommunikálni. Louise és Ian erről mit sem tudva sürgősen tisztázni akarja a „fegyver” jelentését a lényekkel, és a katonák (akik a robbanószert elhelyezték) nem akadályozzák meg őket ebben. A lények összetett üzenetet adnak át neki, és egyúttal megpróbálják figyelmeztetni őket az életveszélyre, ezt azonban a két tudós nem érti meg. Ezért az egyik lény az „üvegfal”-ra mért csapással eltávolítja őket a robbanás előtti másodpercben. Mindketten elájulnak, de életben maradnak.
Amikor visszaérnek a katonai táborba, ott a kiürítésre kapott parancsot hajtják végre. Az idegenek űrhajója ugyanakkor magasabbra emelkedik. Mialatt Louise pár órát alszik, Ian rájön, hogy az idegenek utolsó üzenete az idő fogalmát sokszor tartalmazza, ami a „teljes egész tizenketted része”. Ebből azt a következtetést vonják le, hogy az idegenek kívánatosnak tartják a földi nemzetek összefogását.
Kína tájékoztatja a többi nagy nemzetet, hogy katonai erővel kíván fellépni az idegenek űrhajójával szemben.
Louise visszasiet a Montanában lévő űrhajóhoz, amiből egy kisebb kabin ereszkedik a föld közelébe, amibe Louise beszáll. Ott találkozik Costellóval, aki közli vele, hogy társa haldoklik. Louise a látomásai felől kérdezi a lényt, aki azt válaszolja, hogy Louise képes a jövőbelátásra, vagyis a felvillanó képek a saját jövőjéből valók. Costello elmondja azt is, hogy a nyelvük megosztásával az emberiséget segíteni jöttek. Ez az a „fegyver” vagy „eszköz”, ami megváltoztatja az emberek időről alkotott felfogását. Ennek közlése fejében az emberiség segítségére lesz szükségük 3000 év múlva.
Louise visszatér a táborba, amit részben már kiürítettek, emiatt nagy a nyüzsgés. Louise-nak a látomásában az ENSZ egyik találkozóján személyesen köszönetet mond neki a kínai tábornok, és hozzáteszi, hogy Louise őt a személyes mobilszámán hívta fel. Seng tábornok megmutatja a mobilján Louise-nak a magán telefonszámát. Elmondja azt is, hogy az ő meggyőzéséhez hozzájárult, hogy Louise idézte Seng tábornok elhunyt feleségének utolsó szavait.
A jelenben Louise kénytelen szerezni egy telefont, amin  beszélhet a kínai tábornokkal. Egy műholdas telefon akad a keze ügyébe, amin felhívja Senget és beszél vele, de közben a hívást az amerikaiak lokalizálják, és Louise-t hamarosan fegyveresek veszik körül. Azonban a közlése nyomán a kínaiak a támadást leállítják. A többi nemzet újból felveszi egymással a kapcsolatot.
Az idegen űrhajók lassan kissé megemelkednek és elfordulnak, majd eltűnnek a Föld légköréből.
Amikor a távozásra kerül a sor, Ian bevallja, hogy szereti Louise-t. Louise megkérdezi tőle, hogy megváltoztatná-e a jövőt, ha tudná biztosan, mi fog bekövetkezni. Louise látja a jövőben, hogy Ian lesz a leendő gyermeke, Hannah apja, aki később elhagyja őket, mivel Louise annak ellenére vállalta Hannah-t, hogy előre tudta, gyógyíthatatlan betegségben gyermekként fog meghalni.

## Főszereplők
| Karakter       | Színész           | Magyar hang (2016–2017) |
| -------------- | ----------------- | ----------------------- |
| Louise Banks   | Amy Adams         | Ruttkay Laura           |
| Ian Donnelly   | Jeremy Renner     | Stohl András            |
| Weber ezredes  | Forest Whitaker   | Csuja Imre              |
| Halpern ügynök | Michael Stuhlbarg | Kerekes József          |
| Marks százados | Mark O'Brien      | Szatory Dávid           |
| Shang tábornok | Tzi Ma            | Takátsy Péter           |
| Dr. Kettler    | Frank Schorpion   | Rosta Sándor            |
| Ausztrál tudós | Julian Casey      | Kárpáti Levente         |

## Filmzene
A film zenéjének visszatérő motívuma részletek Max Richter On the Nature of Daylight (A napfény természetéről) című művéből a szerző előadásában (írta és előadta Max Richter, Deutsche Grammophon GmbH kiadása a Universal Music Enterprises engedélyével)

## Érdekességek
- A rendező Denis Villeneuve és a forgatókönyvíró Eric Heisserer egy teljesen működőképes, látványos idegen nyelvet alkotott meg. Stábjuk segítségével létrehoztak egy „logogram-bibliát”, amely több mint száz különböző, teljesen hitelesnek látszó logogramot tartalmazott, amelyek közül hetvenegy szerepel a filmben.[6]
- Denis Villeneuve lánya, Salomé Villeneuve a film néhány rövid jelenetében a biológiai védőöltözetet segít felvenni („Hazmat Suit Specialist”).[6]
- A film alapos dramaturgiai kidolgozottsága ellenére talán nem kellően körüljárt alapgondolata a Sapir-Whorf elméletre alapozva az, hogy a heptapodok nyelve földönkívüli intelligenciával ruházza fel földi elsajátítóit is, amelynek egyik következménye a jövőbelátás további, nem tárgyalt, de feltehetően szintén fontos következménnyel. Ahogyan a matematika mint speciális szintetikus nyelv lehetővé teszi például a bonyolult, nélküle legfeljebb kísérletileg vagy egyáltalán nem megválaszolható kérdések megválaszolását. Emiatt a nézők egy része eltérően értelmezi Louise jövőre vonatkozó látomásait. Az időfogalom, időképzet eltérő voltára utalhat hogy a heptapodok logogramjai mint művészeti alkotások némileg Uroboroszra emlékeztetnek.

## További információ
- Hivatalos oldal
- Érkezés a Facebookon
- Érkezés a PORT.hu-n (magyarul)
- Érkezés az Internetes Szinkronadatbázisban (magyarul)
- Érkezés az Internet Movie Database-ben (angolul)
- Érkezés a Rotten Tomatoeson (angolul)
- Érkezés a Box Office Mojón (angolul)
- „A film szórakoztató, földönkívüliek vannak benne” – beszélgetés a rendezővel, hvg.hu